# Canottieri Lecco Sezione Calcio 1930-1931
Questa pagina raccoglie le informazioni riguardanti la Canottieri Lecco Sezione Calcio nelle competizioni ufficiali della stagione 1930-1931.

## Stagione
Nella stagione 1930-1931 la Canottieri Lecco ha disputato il girone C del campionato di Prima Divisione, piazzandosi in ottava posizione con 25 punti.

## Rosa
| N. |                   | Ruolo | Calciatore           |
| -- | ----------------- | ----- | -------------------- |
|    | Italia (bandiera) | P     | Andrea Dino Cima     |
|    | Italia (bandiera) | P     | Eugenio Guarisco     |
|    | Italia (bandiera) | D     | Cesare Del Nero      |
|    | Italia (bandiera) | D     | Iride Motta          |
|    | Italia (bandiera) | D     | Oreste Ronchetti     |
|    | Italia (bandiera) | D     | Antonio Saronni      |
|    | Italia (bandiera) | D     | Giovanni Saverio     |
|    | Italia (bandiera) | C     | Arnaldo Aliverti III |
|    | Italia (bandiera) | C     | Carlo Bolis          |
|    | Italia (bandiera) | C     | Alberto Fossati      |

| N. |                   | Ruolo | Calciatore        |
| -- | ----------------- | ----- | ----------------- |
|    | Italia (bandiera) | C     | Marco Lietti      |
|    | Italia (bandiera) | C     | Oreste Moretti    |
|    | Italia (bandiera) | C     | Salvatore Musmeci |
|    | Italia (bandiera) | A     | Tullio Moretti    |
|    | Italia (bandiera) | A     | Claudio Cossa     |
|    | Italia (bandiera) | A     | Mario Mosca       |
|    | Italia (bandiera) | A     | Pasquale Pedrani  |
|    | Italia (bandiera) | A     | Pasquale Rossini  |
|    | Italia (bandiera) | A     | Felice Tedeschi I |
|    | Italia (bandiera) | A     | Mario Tedeschi II |